# حسيبة عبد الرؤوف
ولدت حسيبة عبد الرؤوف في حسين داي الجزائر العاصمة عام 1960.

## حياتها الفنية
ولدت حسيبة اكلي في حسين داي (الجزائر العاصمة) ، وهي من عائلة متواضعة.
كانت حسيبة ، صغيرة جدًا ، ترافق والدته في مراسم الزفاف عندما كانت في الرابعة عشرة من عمرها.
كانت والدة حسيبة قريبة جدًا من المطربة فضيلة دزيريا.
عيّنت حسيبة عبد الرؤوف اسم فنانها لابنه الأكبر عبد الرؤوف.

## أعمالها

### الألبومات
- 2011: ولاد الحومة | (ألبوم).
- 2010: الماضي راني غلقت بابو | (ألبوم).
- 2007: يا بحر طوفان | (ألبوم).
- 2004: أهلاً و سهلاً | (ألبوم).

## وصلات خارجية
- حسيبة عبد الرؤوف على موقع ميوزك برينز (الإنجليزية)
- موقعها الرسمي